# Жан Диме
Жан Диме (1660, Париз – 1706.) била је француски астроном и аутор астрономског текста Entretiens sur l’opinion de Copernic touchant la mobilité de la terre (Разговори о Коперниковом мишљењу о кретању Земље).
Диме, рођена у Паризу, била је заинтересована за астрономију од детињства. Удала се млада и остала удовица са 17 година, када је њен муж погинуо у борби у Немачкој на челу чете којом је командовао. Била је позната и по свом феминизму, јер је подржавала идеју да су жене једнако паметне и корисне у свету науке као и мушкарци.

## Образовање
Иако се не зна много о њеном детињству или образовању, многе жене њених година школовале су родитељи код куће, приватни учитељи или чак њихови мужеви након што су се удале, у зависности од ситуације у којој су се налазиле. „Марију Куниц је школовао отац код куће. Учила је језике, класику, науку и уметност. Затим се удала за лекара и астронома аматера. Убрзо је постала главни астроном у породици. Са тридесет година, објавила је скуп астрономских табела“. Ситуација за Жан Диме је можда била слична. Можда је била образована у свим потребним областима у свом дому, а затим је постала главни астроном у свом домаћинству након што јој је муж умро. Била је позната по свом објављеном делу Entretiens sur l’opinion de Copernic touchant la mobilité de la terre, као и по својим феминистичким идејама које је убацила у своју публикацију.

## Породични живот
О њеном породичном животу се не зна много, осим чињенице да се удала прилично млада, а потом остала удовица са седамнаест година када је њен муж погинуо у борби у Немачкој на челу јединице којом је заповедао. Међутим, то је није одвратило од испитивања, па је постала објављивани аутор и познати астроном. Међутим, породични живот у Француској током њеног живота био је веома конзервативан. Мушкарци су обично били главе домаћинстава, а жене су или остајале код куће или им је била потребна дозвола мужа пре одласка на посао. Породични живот у многим културама током овог временског периода укључивао је проширену породицу која живи заједно под једним кровом, што значи брачни пар и/или младини или младожењини родитељи, а затим и сва деца коју су млада и младожења имали. У једном домаћинству су могле да живе и до четири генерације. Није познато да ли је то била ситуација у којој се Жан Диме нашла пре смрти свог мужа, али је то ситуација која је била уобичајена за већину жена и породица тог периода.

## Каријера и сличности са другим женама
Диме је била астроном са искуством и обуком у математици и другим наукама. Иако се о њеној каријери не зна много осим објављивања њене књиге Entretiens sur l’opinion de Copernic touchant la mobilité de la terre, много се може рећи о другим астрономкама њеног доба са којима је делила неке сличности. На пример, Марија Куниц из Немачке је била објављивани аутор као и астроном, и била је невероватно позната по својим радовима у својој области. По њој је назван кратер Куниц на Венери. Други пример би била Марија Клара Елмарт која је била астроном крајем 17. века. Била је позната по својим астрономским илустрацијама. Ове жене, попут Диме, биле су и објављене и познате у свом пољу рада и биле су познате по својој љубави према астрономији.

## Писано дело
Диме је била аутор Разговора о Коперниковом мишљењу о кретању Земље, написаног 1680. Њен рад објашњава Коперников систем. Рукопис је подржавао Коперникову и Галилејеву теорију о кретању Земље, а сврха њеног писања била је да се расправља о разлозима због којих је сам Коперник бранио своје доктрине. Такође је писала о својим запажањима Венере и Јупитерових месеца. Књига никада није објављена у целини, али је позната као оличење квалитета у Journal des sçavans. Била је призната и хваљена због своје јасноће. Писала је у време када су познати астрономи били предмет насилних и страствених напада неколико научника.
У свом тексту, Диме је укључила извињење због писања о теми која се у то време сматрала „превише деликатним послом за особе њеног пола“. Написала је да су жене њеног времена себе сматрале неспособним за учење и објаснила да се нада да ће их сопствени пример уверити да нема разлике између мозга жене и мозга мушкарца.

## Феминизам
Жан Диме је изражавала своје феминистичке ставове у временском периоду у којем је живела, као и своје наде за жене у њеној области испитивања, као и за многе друге, јер је веровала да су жене једнако способне за научне студије и истраживања као и сваки мушкарац. Веровала је да жене нису ни на који начин лошије од мушкараца, посебно када је реч о образовању и стварању имена, и то осећање је прилично јасно забележено у њеном писању женама у њеном тексту.

## Родна неједнакост
Током њеног живота, било је доста родне неједнакости, посебно у њеном пољу. Мушкарци су доминирали на пољу астрономије, а Диме је речено да је посао укључен у астрономију „превише деликатан посао за особе њеног пола.” Упркос томе, она није одустала од свог рада или учења, те је објавила своју књигу и постала позната по јасноћи свог рада.